# Tropodiaptomus ricardoae
Tropodiaptomus ricardoae is een eenoogkreeftjessoort uit de familie van de Diaptomidae. De wetenschappelijke naam van de soort is voor het eerst geldig gepubliceerd in 1942 door Harding.